# 蔡文彬 (1897年)

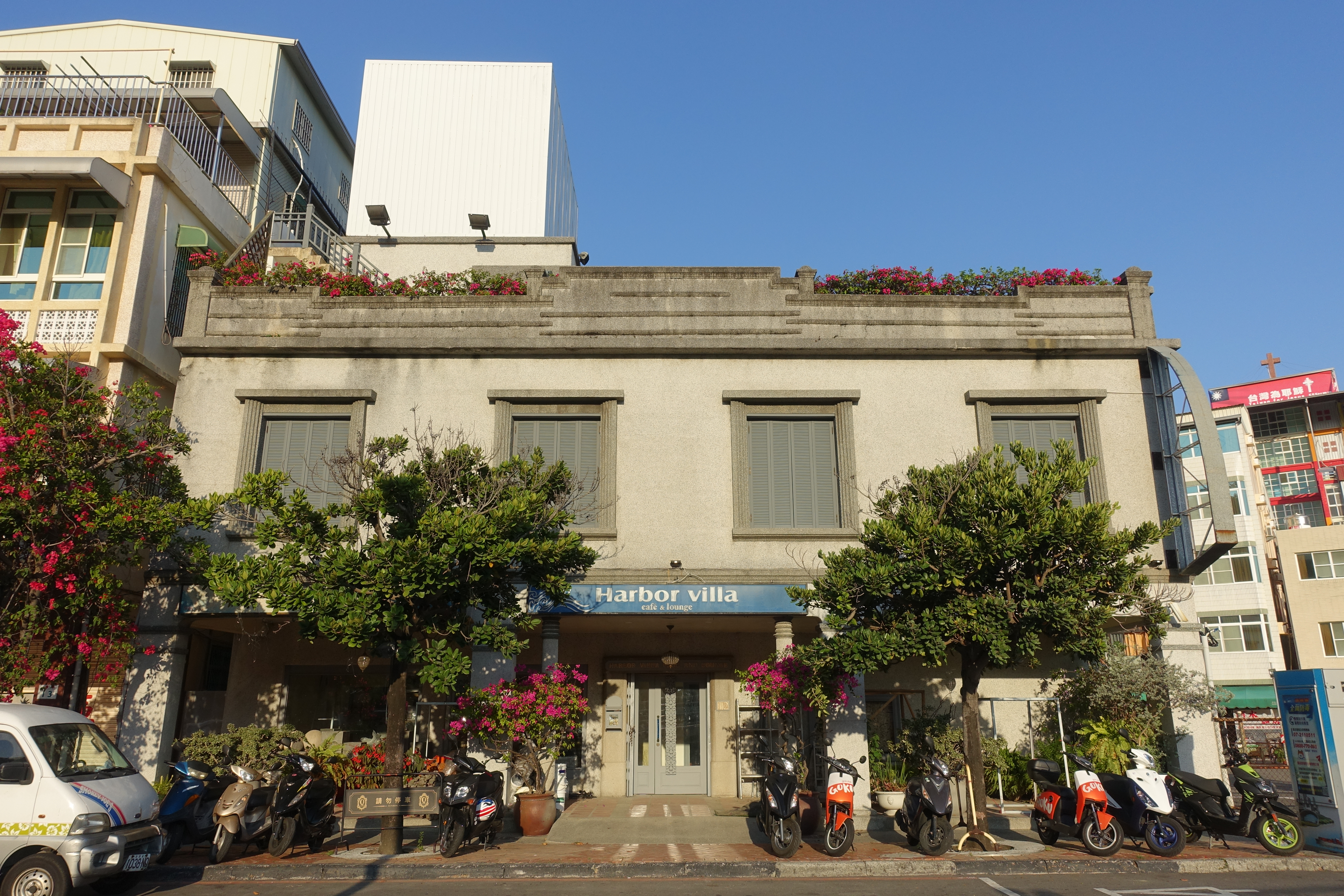
鼓波洋樓

蔡文彬（1897年8月25日—1982年），日治時期高雄市的臺灣人，企業家，與王沃並稱為高雄漁業鉅子。

## 生平
蔡文彬出生於旗津，後遷居湊町，集結蔡家三兄弟開設丸二商號（戰後改名為滿慶漁業行）從事鮮魚承銷業務，1917年（大正6年）從事發動機漁船製造及漁業水產、製冰等行業的經營，與王沃成為當時成功且熱心公益的實業家，濱海二路上的鼓波洋樓即為1932年左右由蔡家所建；曾捐贈代天宮山川殿正門外側龍柱，1948年與其他信徒籌款重建旗後天后宮。

## 引用資料
1. ↑  李文環. . 高雄師大學報. 2016年.
2. ↑  臺灣新民報社、興南新聞社. . 臺灣新民報社、興南新聞社. 1937年: 153.
3. ↑  . 文化資產網.   [2017-09-12]. （原始内容存档于2018-07-27） （中文）.